# Bhusawar
Bhusawar é uma cidade e um município no distrito de Bharatpur, no estado indiano de Rajastão.

## Demografia
Segundo o censo de 2001, Bhusawar tinha uma população de 17,714 habitantes. Os indivíduos do sexo masculino constituem 50% da população e os do sexo feminino 50%. Bhusawar tem uma taxa de literacia de 63%, superior à média nacional de 59.5%; a literacia no sexo masculino é de 75% e no sexo feminino é de 52%. 17% da população está abaixo dos 6 anos de idade.